# Nogometni klub Drava Ptuj
Il Nogometni klub Drava Ptuj, noto come Drava, è stata una società calcistica slovena con sede a Ptuj, una città nella regione della Stiria (Slovenia).
Fondato nel 1933, il club è fallito nel 2011 a causa di problemi economici. Prendeva il nome dal fiume Drava. Per alcuni anni ha avuto il nome Drava Labod o Kumho Drava per motivi di sponsorizzazione.

## Storia
Il club nasce il 14 maggio 1933 e, durante gli anni del Regno di Jugoslavia, si iscrive nei campionati della sottofederazione di Lubiana, al tempo massimo campionato in Slovenia, pur senza raggiungere posizioni di rilievo. Pure negli anni della Jugoslavia socialista non riesce ad emergere dalla Slovenska liga, la terza divisione.
Nel 1991, con l'indipendenza della Slovenia, viene inserito nei campionati minori. Nel 2003 riesce a raggiungere la massima divisione, ove rimane fino al 2010. per un totale di 7 stagioni consecutive (miglior piazzamento: il quarto posto nel 2007). Nel 2011, pur piazzandosi quinto in seconda serie, a causa di una grave crisi finanziaria non riesce ad ottenere la licenza dalla Federcalcio slovena e cessa l'attività.
Nel 2004 il club fonda la Nogometna šola Drava Ptuj per gestire l'attività giovanile. Con la fine del NK Drava, questa scuola-calcio ne prende il posto, divenendo FC Drava, ma la federazione non riconosce la continuità fra i due club, quindi le statistiche e i riconoscimenti sono tenuti separati.

## Stadio
Il club giocava le gare casalinghe allo stadio municipale di Ptuj, che ha una capacità di 3 200 posti.

## Coppe europee
| Stagione | Coppa                | Turno       | Avversario    | Casa | Fuori | Totale |
| -------- | -------------------- | ----------- | ------------- | ---- | ----- | ------ |
| 2005     | Coppa Intertoto UEFA | Primo turno | Slaven Belupo | 0–1  | 0–1   | 0–2    |

## Palmarès

### Altri piazzamenti
- Druga slovenska nogometna liga:

Secondo posto: 1996-1997, 2002-2003

## Giocatori
- Mladen Dabanovič
- Nastja Čeh
- Zoran Pavlovič
- Senad Tiganj
- Rok Kronaveter
- John Ogu
- Sead Zilić
- Viktor Trenevski
- Gabriel